# Бевано
Бева́но (итал. Bevano) — река на севере Италии, впадает в Адриатическое море, протекает по территории провинций Форли-Чезена и Равенна в области Эмилия-Романья. Длина реки составляет 34,3 км. Площадь водосборного бассейна — 315 км². Средний расход воды в устье с 1991 по 2011 года — 1,71 м³/с.
Начинается около горы Маджо между Бертиноро и Браччано. В верховье течёт преимущественно на север, потом — на северо-восток. Впадает в Адриатическое море между Равенной и Червией, восточнее соснового леса Пинета-ди-Классе.